# Black Rock Desert

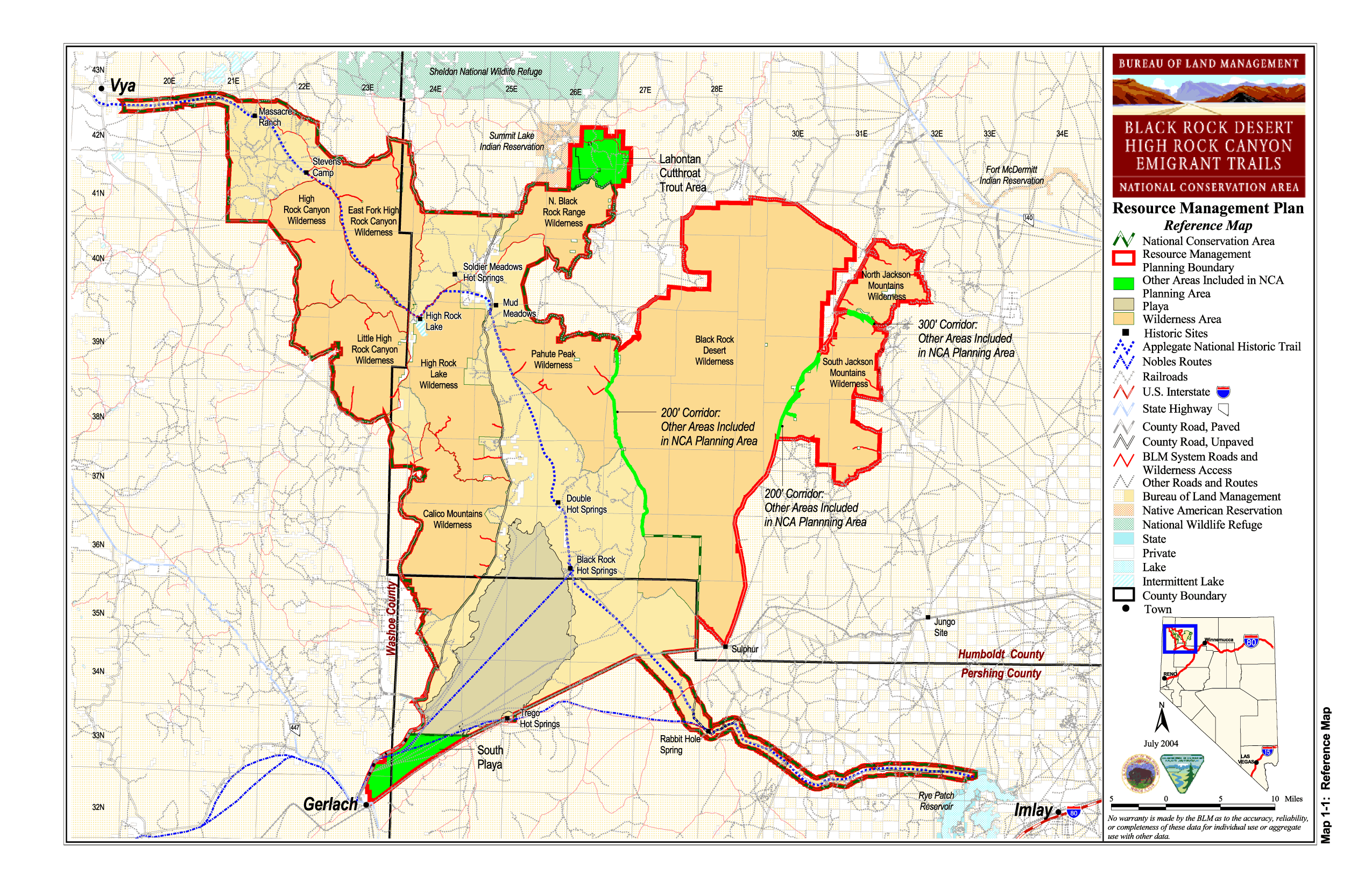
Kaart van de Black Rock Desert

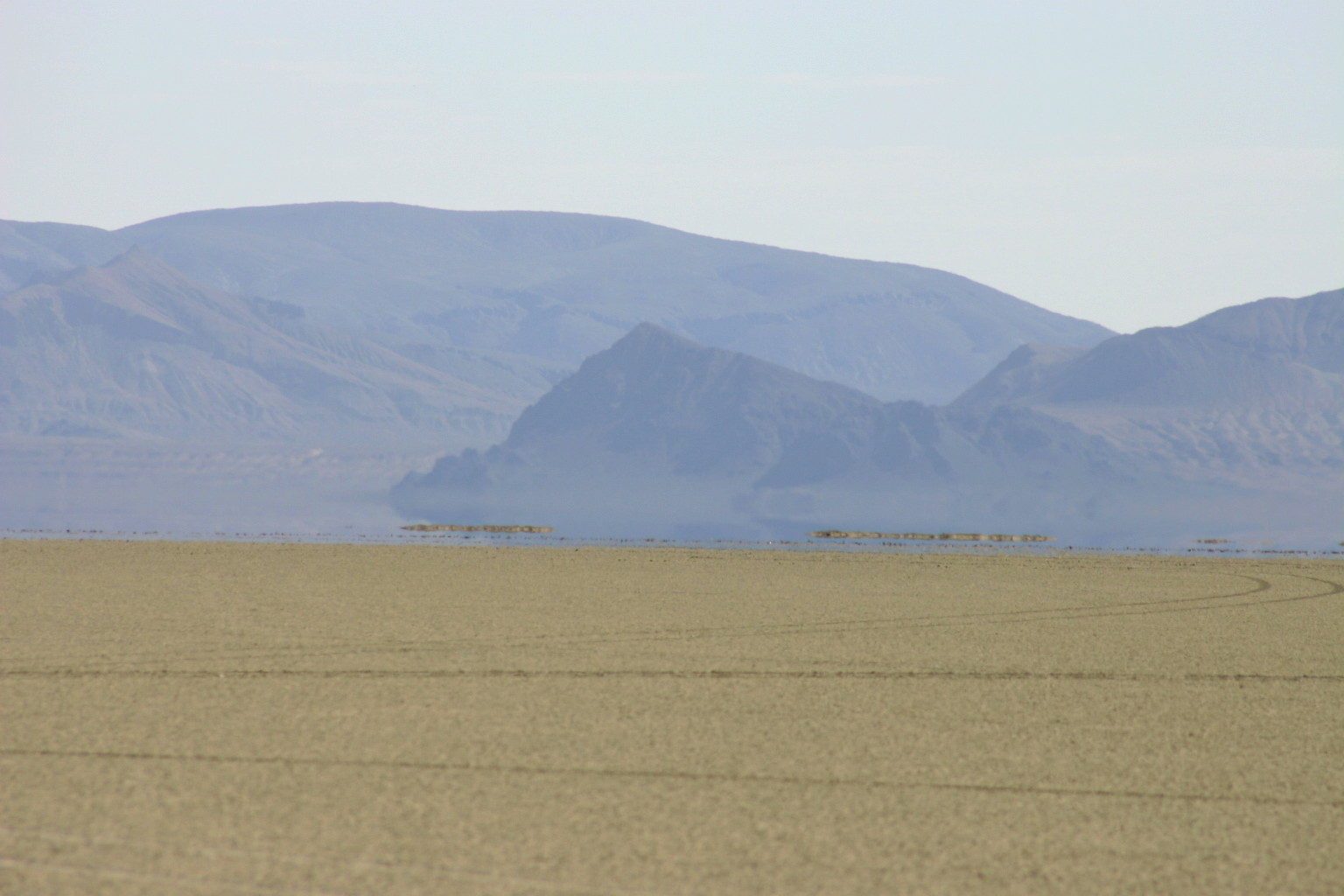
Black Rock Point

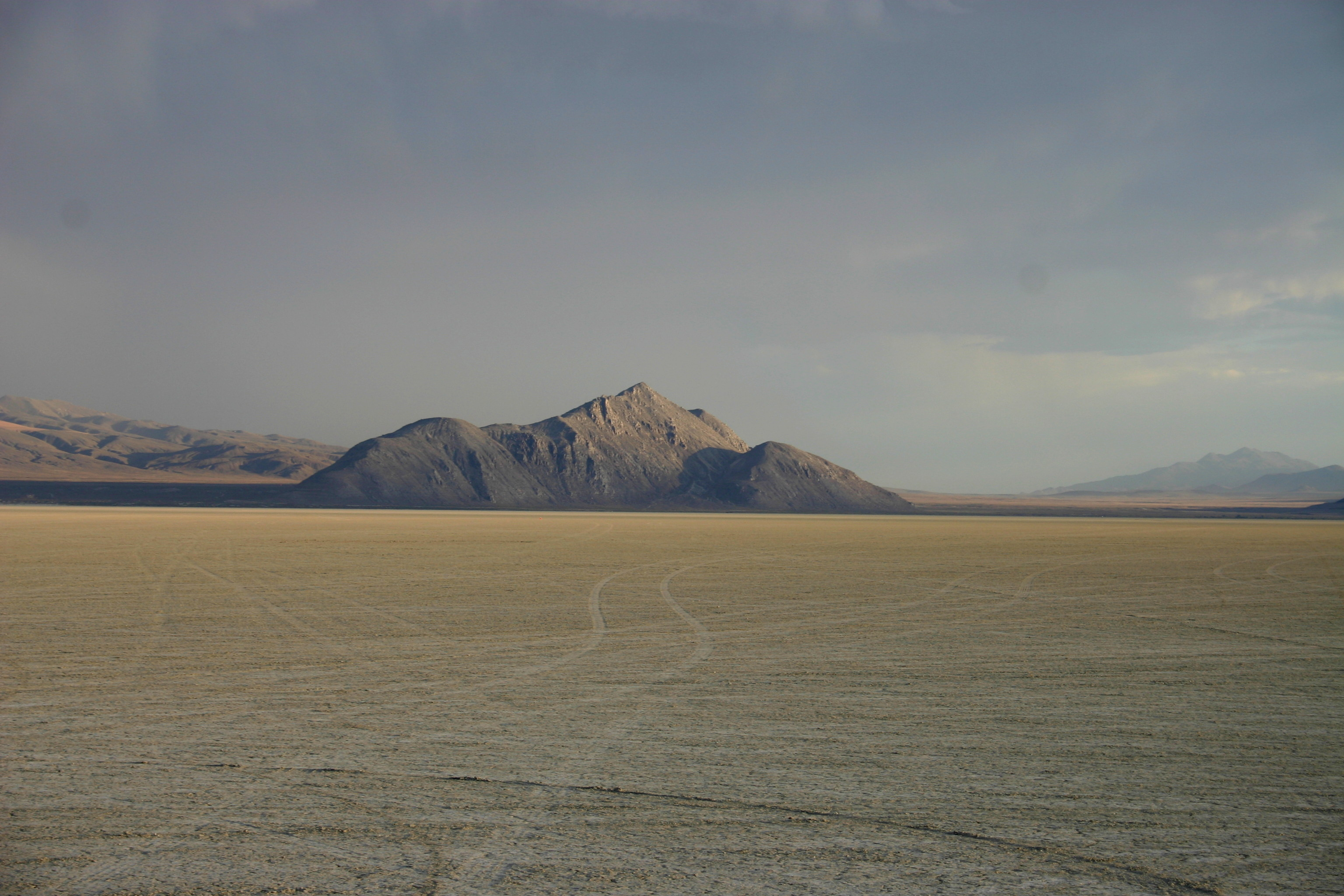
zoutvlakte

De Black Rock Desert (letterlijk te vertalen als Zwarterotswoestijn) is een halfwoestijn in het noorden van de Amerikaanse staat Nevada. De woestijn maakt deel uit van het Grote Bekken. De woestijn is vooral bekend om de paleogeologische formaties, vanwege het feit dat hier veel wereldsnelheidsrecords op land worden gevestigd, en als locatie van het jaarlijkse evenement Burning Man.

## Geografie
De Black Rock Desert strekt zich uit over een lengte van ongeveer 160 kilometer. De woestijn begint ten noordoosten van Gerlach-Empire en loopt tussen de Jackson Mountains en Calico Mountains door. De woestijn ligt op 1191 meter boven zeeniveau. Het totale oppervlak van de woestijn bedraagt 2600 vierkante kilometer.
De woestijn bevat een groot aantal vulkanen en andere geothermische formaties, waaronder twee Black Rock Points en de Fly Geyser. Het gebied is op de vulkanen na bijna geheel vlak.

## Bergketens
In de Black Rock Desert liggen de volgende bergketens:
- Antelope Range
- Badger Mountains
- Black Rock Range
- Calico Mountains
- Division Range
- Fox Range
- Granite Range
- Hannan Range
- High Rock Canyon Hills
- Hog Ranch Mountains
- Jackson Mountains
- Kamma Mountains
- Little High Rock Mountains
- Massacre Range
- Montana Mountains
- Pine Forest Range
- Poker Brown Mountains
- Santa Rosa Range
- Selenite Range
- Sentinel Hills
- Seven Troughs Range
- Sheephead Mountains
- Smoke Creek Mountains
- Yellow Hills

## Industrie
Sinds de 19e eeuw vindt in Black Rock mijnbouw plaats. Zo is er een gipsmijn die wordt beheerd door de US Gypsum Corporation.